# Saunières
Saunières este o comună în departamentul Saône-et-Loire, Franța. În 2009 avea o populație de 87 de locuitori.

## Evoluția populației
| An        | 1975 | 1982 | 1990 | 1999 | 2006 | 2009 |
| --------- | ---- | ---- | ---- | ---- | ---- | ---- |
| Populație | 110  | 126  | 105  | 93   | 76   | 87   |